# Cynanchum erythranthum
Cynanchum erythranthum är en oleanderväxtart som beskrevs av Jumelle och Perrier. Cynanchum erythranthum ingår i släktet Cynanchum och familjen oleanderväxter. Inga underarter finns listade i Catalogue of Life.